# یوستوس وایگاند
یوستوس وایگاند (آلمانی: Justus Weigand؛ زادهٔ ۲۰ آوریل ۲۰۰۰) بازیکن هاکی روی چمن اهل آلمان است.